# Diphenyldiazomethan
Diphenyldiazomethan ist eine organisch-chemische Verbindung aus der Gruppe der Diazoverbindungen.

## Herstellung
Eine frühe Methode zur Herstellung von Diphenyldiazomethan war die Oxidation von Benzophenonhydrazon mit Quecksilber(II)-oxid.

## Reaktionen
Diphenyldiazomethan reagiert mit Carbonsäuren zu Estern. Dies eignet sich als Schutzgruppe, so wie zur leichteren Analyse der Verbindungen. Vorteile sind die leichte Herstellung solcher Ester, das große Molekulargewicht der entstehenden Verbindungen und die leichte Spaltung des Esters durch Hydrogenolyse.
Unter Bestrahlung spaltet Diphenyldiazomethan Stickstoff ab und ergibt ein Carben. Durch Reaktion mit Sauerstoff kann daraus Benzophenonoxid gebildet werden. Das Carben reagiert auch mit weiteren Nucleophilen, beispielsweise mit Wasser zu Diphenylmethanol und mit Alkenen zu Cyclopropanen.
Diphenyldiazomethan reagiert mit Grignard-Reagenzien (beispielsweise Phenylmagnesiumbromid) zu Hydrazonen. Die Addition von Diphenyldiazomethan an 1-Nitropropen ergibt ein Pyrazolin. In Gegenwart von Zinkiodid kann es zu Benzophenonazin reagieren. Daneben werden kleine Mengen an Tetraphenylethen gebildet.